# Paul-Ernest Joset
Paul-Ernest Joset (* 7. März 1909 in Arlon, Belgien; † 2. Mai 1981) war ein belgischer „Gebietsverwalter ehrenhalber“ (Administrateur de Territoire honoraire) von Belgisch-Kongo und Ruanda-Urundi. Er beschäftigte sich mit afrikanischen Geheimbünden wie den Leopardenmenschen (frz. hommes-léopards; engl. leopard men).

## Hauptwerk
Paul-Ernest Josets Hauptwerk Les Sociétés Secrètes des Hommes-Léopards en Afrique Noire (1955) behandelt die Geheimgesellschaften der Leopardenmenschen in Subsahara-Afrika, speziell in Belgisch-Kongo, die ihm zufolge aber nicht nur in Belgisch-Kongo (Beni, Stanleyville, Équateur und Marungu), sondern auch in anderen afrikanischen Ländern existierten: Französisch-Afrika, Tanganjika, Sierra Leone, Nigeria, Goldküste, Liberia und Angola.
Neben den Leopardenmenschen werden auch die Panthermenschen, Kaimanmenschen und Löwenmenschen verschiedener Regionen Afrikas behandelt. Er verweist darauf, dass es in der schwarzafrikanischen Kultur auch ähnliche Gesellschaften von Krokodilmenschen und Pavianmenschen gibt.
Seine Schriften über die durch Kontakt mit den Zeugen Jehovas in Zentralafrika entstandene Kitawala-Bewegung (auch Watchtower movement), mit deren schwieriger Befriedung er 1944 beauftragt war, liegen nur als Manuskript vor.

## Werke
- Étude sur les populations Babira de la pleine. Bruxelles 1933
- Les Babira de la Plaine: histoire, croyances, institutions familiales, sociales et politiques, culture matérielle, intellectuelle et artistique d’une peuplade de l’Ituri (Congo Belge). Anvers 1936 (Aus Le Trait d’union, organe de l’Association des étudiants de l’Université coloniale de Belgique)
- Notes ethnographiques sur les Babira-Babombi (Babira de la forêt). Léopoldville 1947 (Extrait de: Bulletin de l’Association des anciens étudiants de l’Université coloniale de Belgique. Nr. 1, S. 9–24)
- Buda-Efeba (Contes et légendes Pygmées). Zaïre, Bruxelles 1948
- Notes ethnographiques sur la sous-tribu des Walese Abfunkotou (territoire d’Irumu). Éditions de la Revue juridique du Congo belge, Elisabethville 1949
- Les Baamba et les Babwizi du Congo belge et de l’Uganda Protectorate. printers and publishers Imprimerie St. Paul, Fribourg 1952 (Extrait de: Anthropos. Band 47, 1952, S. 369–387, 909–946)
- La littérature orale des Africains. In: Jeune Afrique. Elisabethville 1952
- L'évolution économique des populations congolaises en collaboration avec F. Peigneux. Fondation Louis de Brouckère, Bruxelles 1953
- Les Sociétés Secrètes des Hommes-Léopards en Afrique Noire. Payot, Paris 1955 (Bibliothèque historique. Avec 11 gravures de l’auteur et 8 photographies. Préface de Marcel Griaule).
- Quelques Mouvements Religieux au Bas-Congo et Dans l’Ex-Afrique Equatoriale Francaise. In: Journal of Religion in Africa. Band 1, Fasc. 2, 1968, S. 101–128